# Me and Armini
Me And Armini è il sesto album della cantautrice islandese Emilíana Torrini, pubblicato nel 2008.

## Il disco
Si tratta del terzo disco commercializzato fuori dall'Islanda. È stato prodotto, come il precedente, da Dan Carey.
Nell'agosto 2008 è stato diffuso il singolo di lancio, rappresentato dal brano Me and Armini. Il secondo singolo pubblicato è invece Jungle Drum, pubblicato (come il precedente) per il mercato digitale nel marzo 2009. Proprio questo singolo ha raggiunto la prima posizione in diversi Paesi: Germania (secondo singolo più scaricato di tutto il 2009 e certificato "oro" con oltre 150 000 copie), Austria, Islanda e Belgio.
Dopo il successo ottenuto in Germania, Me and Armini è stato ripubblicato nel settembre 2009 con l'aggiunta di 6 tracce tra remix, sessioni live e video. Inoltre, tra l'agosto e il settembre 2009, è stato pubblicato l'EP omonimo contenente anch'esso remix e versioni alternative. La versione giapponese del disco contiene inoltre 2 ulteriori brani rispetto all'originale inseriti come Bonus tracks.
Per quanto riguarda le vendite, il disco ha avuto un enorme successo in Germania, dove ha raggiunto la posizione #19 della classifica ed è stato certificato disco d'oro dalla Bundesverband Musikindustrie (oltre 100 000 copie). Per il resto, ha avuto un discreto successo in Francia, Belgio, Svizzera, Paesi Bassi e Regno Unito.

## Tracce
1. Fireheads – 3:44
2. Me And Armini – 4:17
3. Birds – 6:23
4. Heard It All Before – 4:13
5. Ha Ha – 3:15
6. Big Jumps – 3:01
7. Jungle Drum – 2:13
8. Hold Heart – 2:04
9. Gun – 5:45
10. Beggar's Prayer – 2:55
11. Dead Duck – 5:36
12. Bleeder – 4:50

## Singoli
- Jungle Drum
- Me And Armini
- Big Jumps
- Gun